# Niš Imperatori
I Niš Imperatori sono una squadra di football americano di Niš, in Serbia, fondata nel 2006.

## Dettaglio stagioni

### Amichevoli
| Stagione | Vin | Par | Per | Tot | PF | PS | avversaria  |
| -------- | --- | --- | --- | --- | -- | -- | ----------- |
| 2019     | 1   | 0   | 0   | 1   | 28 | 7  | Sofia Bears |
| Totale   | 1   | 0   | 0   | 1   | 28 | 7  |             |

### Tornei nazionali

#### Campionato

##### SAFS/NLS/Superliga/Prva Liga (primo livello)
| Stagione | regular season | regular season | regular season | regular season | regular season | regular season | playoff | playoff | playoff | playoff | playoff | playoff    | playoff              |
|          | Vin            | Par            | Per            | Tot            | PF             | PS             | Vin     | Per     | Tot     | PF      | PS      | risultato  | avversaria           |
| -------- | -------------- | -------------- | -------------- | -------------- | -------------- | -------------- | ------- | ------- | ------- | ------- | ------- | ---------- | -------------------- |
| 2007     | ?              | ?              | ?              | ?              | ?              | ?              | 0       | 1       | 1       | 6       | 42      | Finale     | Čačak Angel Warriors |
| 2008     | 3              | 0              | 2              | 5              | 98             | 71             | -       | -       | -       | -       | -       | -          | -                    |
| 2009     | 3              | 0              | 5              | 8              | 113            | 217            | -       | -       | -       | -       | -       | -          | -                    |
| 2010     | 1              | 0              | 4              | 5              | 50             | 173            | -       | -       | -       | -       | -       | -          | -                    |
| 2011     | 1              | 0              | 5              | 6              | 73             | 209            | -       | -       | -       | -       | -       | -          | -                    |
| 2013     | 2              | 0              | 5              | 7              | 177            | 283            | -       | -       | -       | -       | -       | -          | -                    |
| 2014     | 4              | 0              | 3              | 7              | 141            | 220            | 0       | 1       | 1       | 22      | 35      | Semifinale | Beograd Vukovi       |
| 2015     | 4              | 0              | 3              | 7              | 138            | 183            | 0       | 1       | 1       | 6       | 43      | Semifinale | Beograd Vukovi       |
| 2016     | 0              | 0              | 7              | 7              | 20             | 291            | -       | -       | -       | -       | -       | -          | -                    |
| Totale   | 18+?           | 0+?            | 34+?           | 52+?           | 870+?          | 1647+?         | 0       | 3       | 3       | 34      | 120     |            |                      |

Fonti: Enciclopedia del Football - A cura di Roberto Mezzetti

##### Prva Liga (secondo livello)
| Stagione | regular season | regular season | regular season | regular season | regular season | regular season | playoff | playoff | playoff | playoff | playoff | playoff   | playoff    |
|          | Vin            | Par            | Per            | Tot            | PF             | PS             | Vin     | Per     | Tot     | PF      | PS      | risultato | avversaria |
| -------- | -------------- | -------------- | -------------- | -------------- | -------------- | -------------- | ------- | ------- | ------- | ------- | ------- | --------- | ---------- |
| 2012     | 7              | 0              | 1              | 8              | 334            | 62             | -       | -       | -       | -       | -       | Promossi  | -          |
| Totale   | 7              | 0              | 1              | 8              | 334            | 62             | -       | -       | -       | -       | -       |           |            |

Fonti: Enciclopedia del Football - A cura di Roberto Mezzetti

##### Treća Liga
| Stagione | regular season | regular season | regular season | regular season | regular season | regular season | playoff | playoff | playoff | playoff | playoff | playoff          | playoff     |
|          | Vin            | Par            | Per            | Tot            | PF             | PS             | Vin     | Per     | Tot     | PF      | PS      | risultato        | avversaria  |
| -------- | -------------- | -------------- | -------------- | -------------- | -------------- | -------------- | ------- | ------- | ------- | ------- | ------- | ---------------- | ----------- |
| 2017     | 1              | 0              | 2              | 3              | 26             | 36             | 0       | 1       | 1       | 0       | 35      | Quarti di finale | Bečej Vidre |
| Totale   | 1              | 0              | 2              | 3              | 26             | 36             | 0       | 1       | 1       | 0       | 35      |                  |             |

Fonti: Enciclopedia del Football - A cura di Roberto Mezzetti

##### Arena Liga
| Stagione | regular season | regular season | regular season | regular season | regular season | regular season | playoff | playoff | playoff | playoff | playoff | playoff   | playoff     |
|          | Vin            | Par            | Per            | Tot            | PF             | PS             | Vin     | Per     | Tot     | PF      | PS      | risultato | avversaria  |
| -------- | -------------- | -------------- | -------------- | -------------- | -------------- | -------------- | ------- | ------- | ------- | ------- | ------- | --------- | ----------- |
| 2018     | 1              | 0              | 1              | 2              | 50             | 35             | 1       | 0       | 1       | 18      | 8       | Campioni  | Bečej Vidre |
| 2019     | 1              | 0              | 1              | 2              | 28             | 31             | -       | -       | -       | -       | -       | -         | -           |
| Totale   | 2              | 0              | 2              | 4              | 78             | 66             | 1       | 0       | 1       | 18      | 8       |           |             |

Fonti: Enciclopedia del Football - A cura di Roberto Mezzetti

### Tornei internazionali

#### Central European Football League
| Stagione | regular season | regular season | regular season | regular season | regular season | regular season | playoff | playoff | playoff | playoff | playoff | playoff   | playoff    |
|          | Vin            | Par            | Per            | Tot            | PF             | PS             | Vin     | Per     | Tot     | PF      | PS      | risultato | avversaria |
| -------- | -------------- | -------------- | -------------- | -------------- | -------------- | -------------- | ------- | ------- | ------- | ------- | ------- | --------- | ---------- |
| 2016     | 0              | 0              | 4              | 4              | 6              | 219            | -       | -       | -       | -       | -       | -         | -          |
| Totale   | 0              | 0              | 4              | 4              | 6              | 219            | -       | -       | -       | -       | -       |           |            |

Fonti: Enciclopedia del Football - A cura di Roberto Mezzetti

#### Alpe Adria Football League
| Stagione | regular season | regular season | regular season | regular season | regular season | regular season | playoff | playoff | playoff | playoff | playoff | playoff   | playoff    |
|          | Vin            | Par            | Per            | Tot            | PF             | PS             | Vin     | Per     | Tot     | PF      | PS      | risultato | avversaria |
| -------- | -------------- | -------------- | -------------- | -------------- | -------------- | -------------- | ------- | ------- | ------- | ------- | ------- | --------- | ---------- |
| 2015     | 0              | 1              | 1              | 2              | 0              | 35             | -       | -       | -       | -       | -       | -         | -          |
| Totale   | 0              | 1              | 1              | 2              | 0              | 35             | -       | -       | -       | -       | -       |           |            |

Fonti: Enciclopedia del Football - A cura di Roberto Mezzetti

### Riepilogo fasi finali disputate
| Anno             | Luogo      | Evento     | Fase del torneo | Incontro                              | Risultato     |
| 2007             |            | SAFS Liga  | Finale          | Čačak Angel Warriors - Niš Imperatori | 42 - 6        |
| 28 giugno 2014   |            | Superliga  | Semifinale      | Beograd Vukovi - Niš Imperatori       | 35 - 22       |
| 20 giugno 2015   | Belgrado   | Prva Liga  | Semifinale      | Beograd Vukovi - Niš Imperatori       | 43 - 6        |
| 2017             |            | Treća Liga | Finale          | Bečej Vidre - Niš Imperatori          | 35 - 0 d.g.s. |
| 25 novembre 2018 | Mladenovac | Arena Liga | Finale          | Bečej Vidre - Niš Imperatori          | 8 - 18        |

## Palmarès
- 1 Arena Liga (2018)